# Saison 1997-1998 du Paris Saint-Germain
Maillots
Chronologie
Saison précédente Saison suivante
La saison 1997-1998 du Paris Saint-Germain est la vingt-huitième saison de l'histoire du club. Le PSG participe alors au championnat de D1, à la Coupe de France, à la Coupe de la Ligue et à la ligue des champions.

## Ouvrage
- « Statistiques », Onze Mondial, no Spécial bilan 1997-1998,‎ 28 juin 1998, p. 102-103 (ISSN 0995-6921)